# Адміністративний устрій Борщівського району
Адміністративний устрій Борщівського району — адміністративно-територіальний поділ Борщівського району Тернопільської області на 1 міську громаду, 2 селищні громади, 2 сільські громади та 14 сільських рад, які об'єднують 73 населені пункти та підпорядковані Борщівській районній раді. Адміністративний центр — місто Борщів.

## Список громадБорщівського району
- Більче-Золотецька сільська громада
- Борщівська міська громада
- Мельнице-Подільська селищна громада
- Озерянська сільська громада
- Скала-Подільська селищна рада

## Список радБорщівського району
| №  | Назва                          | Центр          | Населені пункти                   | Площа км² | Місце за площею | Населення (2001), осіб | Місце за населенням |
| -- | ------------------------------ | -------------- | --------------------------------- | --------- | --------------- | ---------------------- | ------------------- |
| 1  | Бабинецька сільська рада       | с. Бабинці     | с. Бабинці                        | 3,568     | 28              | 899                    | 33                  |
| 2  | Бурдяківська сільська рада     | с. Бурдяківці  | с. Бурдяківці с. Дубівка с. Збриж | 5,583     | 16              | 1204                   | 23                  |
| 3  | Вовковецька сільська рада      | с. Вовківці    | с. Вовківці                       | 4,953     | 21              | 1316                   | 21                  |
| 4  | Гермаківська сільська рада     | с. Гермаківка  | с. Гермаківка                     | 5,742     | 13              | 1854                   | 14                  |
| 5  | Глибочецька сільська рада      | с. Глибочок    | с. Глибочок                       | 2,298     | 40              | 1621                   | 17                  |
| 6  | Заліська сільська рада         | с. Залісся     | с. Залісся                        | 3,230     | 32              | 939                    | 31                  |
| 7  | Іване-Пустенська сільська рада | с. Іване-Пусте | с. Іване-Пусте                    | 6,237     | 11              | 1995                   | 11                  |
| 8  | Кривченська сільська рада      | с. Кривче      | с. Кривче                         | 7,183     | 8               | 1865                   | 13                  |
| 9  | Ланівецька сільська рада       | с. Ланівці     | с. Ланівці с. Козаччина с. Тулин  | 8,979     | 4               | 1801                   | 15                  |
| 10 | Панівецька сільська рада       | с. Панівці     | с. Панівці с. Завалля             | 4,114     | 25              | 1354                   | 19                  |
| 11 | Пилипченська сільська рада     | с. Пилипче     | с. Пилипче                        | 6,504     | 9               | 1079                   | 26                  |
| 12 | Сапогівська сільська рада      | с. Сапогів     | с. Сапогів                        | 3,493     | 29              | 876                    | 34                  |
| 13 | Сков'ятинська сільська рада    | с. Сков'ятин   | с. Сков'ятин с. Шишківці          | 4,736     | 23              | 793                    | 35                  |
| 14 | Шупарська сільська рада        | с. Шупарка     | с. Шупарка с. Худіївці            | 7,772     | 6               | 2250                   | 8                   |

* Примітки: м. — місто, с-ще — селище, смт — селище міського типу, с. — село